# Икономика на Малави
Вътрешноконтиненталната Малави е една от най-слабо развитите страни в света. Икономиката зависи главно на селското стопанство, а около 90% от населението живее в селата. 37% от БВП идват от земеделието, а 85% от износа са земеделски продукти. Икономиката зависи и от помощи от Световната банка и от индивидуални дарители. Правителството е изправено пред сериозни трудности като ниската степен на образованост, ниския брой на малавийци, ползващи медицински услуги, обезлесяването, ерозията и бързото разпространение на ХИВ/СПИН.
Най-важните износни стоки на Малави са тютюнът и чаят. Голяма част от чаените плантации са в Муланже и Тхиоло. През 1980-те години Малави изнася главно царевица за съседите. Повече от 80% от работещото население са наети в земеделието. 90% от населението (де факто всички жители на селските региони) отглеждат в малки градини фасул, царевица, ориз, тютюн и фъстъци. Много малка част от населението е заможно. Индустриалните предприятия са разположени около Блантайр.
Икономиката на Малави е уязвима от суши, тъй като тогава реколтата загива. Високите транспортни такси, липсата на образовани кадри, лошите пътища и като цяло лошата инфраструктура спъват икономическото развитие на Малави. Скоро обаче започна да се забелязва промяна – правителството и частни инвеститори инвестират в подобряване на инфраструктурата и вече се забелязва покачане на инвестициите. Малави се опитва да подобри благосъстоянието на населението си, което е едно от най-бедните в целия свят.
Растежът на БВП на Малави през 1999 е 3,6%, а година по-късно е слязъл до 2,1%. Инфлацията е около 30% през 2000 – 2001. Южна Африка и Зимбабве са най-важните търговски партньори на африканската държава, с които има сключен договор за безмитно преминаване на малавийски стоки.

## Икономическа информация
- годишно нарастване на БВП: 8,5% (2006 г.)
- БВП на глава от населението: 600 щ. д. (2006 г.)
- БВП:
  - земеделие: 36%
  - индустрия: 18%
  - услуги: 45,1% (2006 г.)
- Население под минималния жизнен стандарт: 53% (2004 г.)
- Инфлация: 14% (2006 г.)
- Работещи: 4,5 милиона (2001 г.)
  - 90% в земеделието
  - 10% в индустрията и услугите
- Ниво на безработица: няма данни
- Индустриални производства: тютюн, чай, захар, цимент, потребителски стоки и др.
- Нарастване на индустриалната продукция: 6,4% (2006 г.)
- Производство на електричество: 1,397 милиарда kWh (2005 г.)
- Ресурси на електричество:
  - гориво от фосили: 2,39%
  - от ВЕЦ: 97,61%
  - от АЕЦ: 0%
  - от други източници: 0% (1998 г.)
- Консумация на ел. енергия: 1,299 милиарда kWh (2005 г.)
- Внос и Износ на ел енергия: 0 kWh (2005 г.)
- Производство на петрол (в барели на ден): 0 (2003 г.)
- Консумация на петрол (в барели на ден): 5500 (2004 г.)
- Земеделски продукти: тютюн, захарна тръстика, памук, чай, царевица, картофи, тапиока и др.
- Животновъдство: кози и едър рогат добитък
- Приходи от износ: 560,3 милиона долара (2006 г.)
- Главен износ: чай, тютюн, захар, памук, кафе, фъстъци, дървени продукти
- Главни търговски партньори: Южна Африка 12,6%, Германия 9,7%, Египет 9,6%, САЩ 9,5%, Зимбабве 8,5%, Русия 5,4%, Нидерландия 4,4% (2006 г.)
- Икономически помощи: 573.3 милиона долара (2005 г.)
- Валута: 1 малавийска квача (MK) = 100 тамбала